# YU 100: najbolji albumi jugoslovenske rok i pop muzike
 YU 100: najbolji albumi jugoslovenske rok i pop muzike je knjiga objavljena 1998. godine koju su napisali Duško Antonić i Danilo Štrbac.  U knjizi se nalazi lista 100 najboljih albuma jugoslovenske rok i pop muzike, formirana prema anketi koju su uradili 70 srpskih kritičara, novinara, umetnika i drugih ljudi.

## Popis
| #    | Album                                          | Izvođač                                   | Godina | Republika  |
| ---- | ---------------------------------------------- | ----------------------------------------- | ------ | ---------- |
| 1.   | Odbrana i poslednji dani                       | Idoli                                     | 1982.  | Srbija     |
| 2.   | Paket aranžman                                 | Idoli, Šarlo akrobata, Električni orgazam | 1981.  | Srbija     |
| 3.   | Time                                           | Time                                      | 1972.  | Hrvatska   |
| 4.   | Korni grupa                                    | Korni grupa                               | 1972.  | Srbija     |
| 5.   | Azra                                           | Azra                                      | 1980.  | Hrvatska   |
| 6.   | Sunčana strana ulice                           | Azra                                      | 1981.  | Hrvatska   |
| 7.   | Pljuni istini u oči                            | Buldožer                                  | 1975.  | Slovenija  |
| 8.   | Filigranski pločnici                           | Azra                                      | 1982.  | Hrvatska   |
| 9.   | Dnevnik jedne ljubavi                          | Josipa Lisac                              | 1973.  | Hrvatska   |
| 10.  | Bitanga i princeza                             | Bijelo dugme                              | 1979.  | BiH        |
| 11.  | Bistriji ili tuplji čovek biva kad...          | Šarlo akrobata                            | 1981.  | Srbija     |
| 12.  | Indexi                                         | Indexi                                    | 1974.  | BiH        |
| 13.  | Sa druge strane jastuka                        | Bajaga i instruktori                      | 1985.  | Srbija     |
| 14.  | Kad bi bio bijelo dugme                        | Bijelo dugme                              | 1974.  | BiH        |
| 15.  | Probaj me                                      | Oliver Mandić                             | 1981.  | Srbija     |
| 16.  | Kost u grlu                                    | Riblja čorba                              | 1979.  | Srbija     |
| 17.  | Šta bi dao da si na mom mjestu                 | Bijelo dugme                              | 1975.  | BiH        |
| 18.  | Partibrejkers I                                | Partibrejkers                             | 1985.  | Srbija     |
| 19.  | Mrtva priroda                                  | Riblja čorba                              | 1981.  | Srbija     |
| 20.  | Treći svijet                                   | Haustor                                   | 1984.  | Hrvatska   |
| 21.  | Leb i sol                                      | Leb i sol                                 | 1978.  | Makedonija |
| 22.  | Još jučer samo na filmu a sada i u vašoj glavi | Film                                      | 1981.  | Hrvatska   |
| 23.  | Pokvarena mašta i prljave strasti              | Riblja čorba                              | 1981.  | Srbija     |
| 24.  | Distorzija                                     | Električni orgazam                        | 1986.  | Srbija     |
| 25.  | Bezdan                                         | Đorđe Balašević                           | 1986.  | Srbija     |
| 26.  | S’ vetrom uz lice                              | Ekatarina Velika                          | 1986.  | Srbija     |
| 27.  | Sviđa mi se da ti ne bude prijatno             | Disciplina kičme                          | 1983.  | Srbija     |
| 28.  | Bijelo dugme                                   | Bijelo dugme                              | 1984.  | BiH        |
| 29.  | Haustor                                        | Haustor                                   | 1981.  | Hrvatska   |
| 30.  | S vremena na vreme                             | S vremena na vreme                        | 1975.  | Srbija     |
| 31.  | Eto! Baš hoću!                                 | Bijelo dugme                              | 1976.  | BiH        |
| 32.  | Zeleni Zub na planeti dosade                   | Disciplina kičme                          | 1989.  | Srbija     |
| 33.  | Kao kakao                                      | Leb i sol                                 | 1987.  | Makedonija |
| 34.  | Malinkonija                                    | Oliver Dragojević                         | 1977.  | Hrvatska   |
| 35.  | Doživjeti stotu                                | Bijelo dugme                              | 1980.  | BiH        |
| 36.  | Crno bijeli svijet                             | Prljavo kazalište                         | 1980.  | Hrvatska   |
| 37.  | Pozitivna geografija                           | Bajaga i instruktori pozitivne geografije | 1984.  | Srbija     |
| 38.  | Ako priđeš bliže                               | Zdravko Čolić                             | 1977.  | BiH        |
| 39.  | Bolero                                         | Haustor                                   | 1985.  | Hrvatska   |
| 40.  | Crna dama                                      | Smak                                      | 1977.  | Srbija     |
| 41.  | Leb i sol II                                   | Leb i sol                                 | 1978.  | Makedonija |
| 42.  | Čovjek kao ja                                  | Arsen Dedić                               | 1969.  | Hrvatska   |
| 43.  | Istina                                         | Riblja čorba                              | 1985.  | Srbija     |
| 44.  | Mojoj mami umesto maturske slike u izlogu      | Rani mraz                                 | 1979.  | Srbija     |
| 45.  | Tajni grad                                     | Haustor                                   | 1988.  | Hrvatska   |
| 46.  | Čokolada                                       | Idoli                                     | 1984.  | Srbija     |
| 47.  | Ne cvikaj generacijo                           | Atomsko sklonište                         | 1978.  | Hrvatska   |
| 48.  | Hoćemo gusle                                   | Rambo Amadeus                             | 1989.  | Crna Gora  |
| 49.  | Spavaćeš sam                                   | Viktorija                                 | 1988.  | Srbija     |
| 50.  | Modra rijeka                                   | Indexi                                    | 1978.  | BiH        |
| 51.  | Sve najbolje                                   | Oliver Mandić                             | 1987.  | Srbija     |
| 52.  | Time II                                        | Time                                      | 1975.  | Hrvatska   |
| 53.  | Pljuni i zapjevaj moja Jugoslavijo             | Bijelo dugme                              | 1986.  | BiH        |
| 54.  | Pruži mi ruku ljubavi                          | Pro arte                                  | 1970.  | BiH        |
| 55.  | Izlog jeftinih slatkiša                        | Buldožer                                  | 1980.  | Slovenija  |
| 56.  | Ručni rad                                      | Leb i sol                                 | 1979.  | Makedonija |
| 57.  | YU zlato                                       | YU grupa                                  | 1973.  | Srbija     |
| 58.  | Jahači magle                                   | Bajaga i instruktori                      | 1986.  | Srbija     |
| 59.  | Najjači ostaju                                 | Neca Falk                                 | 1980.  | Slovenija  |
| 60.  | Kiselina                                       | Pop mašina                                | 1973.  | Srbija     |
| 61.  | Prljavo kazalište                              | Prljavo kazalište                         | 1979.  | Hrvatska   |
| 62.  | YU grupa                                       | YU grupa                                  | 1973.  | Srbija     |
| 63.  | Smak                                           | Smak                                      | 1975.  | Srbija     |
| 64.  | Buvlja pijaca                                  | Riblja čorba                              | 1982.  | Srbija     |
| 65.  | Svi za mnom!                                   | Disciplina kičme                          | 1986.  | Srbija     |
| 66.  | Pub                                            | Đorđe Balašević                           | 1982.  | Srbija     |
| 67.  | Signali u noći                                 | Film                                      | 1985.  | Hrvatska   |
| 68.  | Katarina II                                    | Ekaterina Velika                          | 1984.  | Srbija     |
| 69.  | Sva čuda svijeta                               | Film                                      | 1983.  | Hrvatska   |
| 70.  | Film u Kulušiću – Live                         | Film                                      | 1981.  | Hrvatska   |
| 71.  | VIS Idoli                                      | Idoli                                     | 1981.  | Srbija     |
| 72.  | Nasvojistrani                                  | Lačni Franz                               | 1986.  | Slovenija  |
| 73.  | Kako bubanj kaže                               | Električni orgazam                        | 1984.  | Srbija     |
| 74.  | Koncert kod hajdučke česme                     | Bijelo dugme                              | 1977.  | BiH        |
| 75.  | Prisluškivanja                                 | Eva Braun                                 | 1992.  | Srbija     |
| 76.  | Ravno do dna                                   | Azra                                      | 1982.  | Hrvatska   |
| 77.  | Plitka poezija                                 | Pekinška patka                            | 1980.  | Srbija     |
| 78.  | Moje bube                                      | Suncokret                                 | 1977.  | Srbija     |
| 79.  | Prodavnica tajni                               | Bajaga i instruktori                      | 1988.  | Srbija     |
| 80.  | Večeras vas zabavljaju muzičari koji piju      | Riblja čorba                              | 1984.  | Srbija     |
| 81.  | Adijo pamet                                    | Lačni Franz                               | 1982.  | Slovenija  |
| 82.  | Anđeli se dosađuju?                            | Parni valjak                              | 1987.  | Hrvatska   |
| 83.  | Osmi nervni slom                               | Riblja čorba                              | 1986.  | Srbija     |
| 84.  | Samo za zaljubljene                            | Drago Diklić                              | 1973.  | Hrvatska   |
| 85.  | U ime naroda                                   | Riblja čorba                              | 1982.  | Srbija     |
| 86.  | LP-60993                                       | Kamen na kamen                            | 1973.  | BiH        |
| 87.  | Das ist Walter                                 | Zabranjeno Pušenje                        | 1984.  | BiH        |
| 88.  | Drugi način                                    | Drugi način                               | 1975.  | Hrvatska   |
| 89.  | Kad nedjelja prođe                             | Xenia                                     | 1983.  | Hrvatska   |
| 90.  | Od šanka do šanka                              | Andrej Šifrer                             | 1979.  | Slovenija  |
| 91.  | Mitovi i legende o kralju Elvisu               | Elvis J. Kurtović & His Meteors           | 1984.  | BiH        |
| 92.  | Pod sjajem zvezda                              | Vokalni kvartet Predraga Ivanovića        | 1978.  | Srbija     |
| 93.  | Naši dani                                      | Grupa 220                                 | 1968.  | Hrvatska   |
| 94.  | 1941.                                          | Korni grupa                               | 1979.  | Srbija     |
| 95   | Teška Industrija                               | Teška industrija                          | 1976.  | BiH        |
| 96   | Kad fazani lete                                | Azra                                      | 1983.  | Hrvatska   |
| 97.  | Napokon ploča                                  | Poslednja igra leptira                    | 1982.  | Srbija     |
| 98.  | Kozmetika                                      | Kozmetika                                 | 1979.  | Srbija     |
| 99.  | 9 lakih komada                                 | Čutura & Laki band                        | 1988.  | Srbija     |
| 100. | Ventilator 202: Demo Top 10                    | Razni izvođači                            | 1983.  | ...        |

## Statistika

### Izvođači sa najviše albuma
- 8 Bijelo dugme
- 8 Riblja čorba
- 5 Azra
- 4 Bajaga i Instruktori
- 4 Film
- 4 Haustor
- 4 Leb i sol
- 4 Idoli (uključujući i album Paket aranžman)
- 3 Đorđe Balašević (uključujući i album Mojoj mami umesto maturske slike u izlogu koji je radio sa bendom Rani mraz)
- 3 Disciplina Kičme

### Izdavačke kuće po broju albuma
- 47 Jugoton
- 28 PGP-RTB
- 12 ZKP RTLJ
- 7 Helidon
- 2 Diskoton
- 2
- 2 Alta
- 1 Carlo Records

### Producenti sa najviše albuma
- 4 Goran Bregović, Saša Habić, Kornelije Kovač, Enco Lesić, Ivo Umek, Ivan Piko Stančić, Branimir Štulić
- 3 Boris Bele, Nikola Borota, Neil Harison, Džon Mekoj, Dejv Kuk i Entoni Dejvid, Dušan Kojić, Josip Boček
- 2 Srđan Gojković Gile, Husein Hasanefendić, Stipica Kalođera, Vanja Lisak, Milivoje Mića Marković, Đorđe Petrović, Petar J. Mak Tagart , Tihomir Tini Varga

### Glasači
Glasači su bili muzički kritičari, novinari, umetnici i svi drugi koji su usko povezani sa jugoslovenskom pop i rok scenom, a među njima je bilo samo nekoliko muzičara. Svaki od njih predložio je deset najboljih albuma koje smatra najvećim, a drugi deo knjige sadrži kratke biografije svakog od njih. Glasači su bili :
| - David Albahari – pisac, prevodilac i rok novinar - Duško Antonić – književnik, jedan od autora knjige - Bane Antović – umetnički urednik - Zorica Bajin-Đukanović – književnica i umetnički fotograf - Svetislav Basara – književnik - Isidora Bjelica – književnica - Miša Blam – džez muzičar i kompozitor - Mirjana Bobić-Mojsilović – književnica i novinar - Jovan Ćirilov – reditelj, dramaturg i književnik - Srđan Dragojević – režiser - Milan Gajić – rok žurnalista - Aleksandar Gajović – rok žurnalista, TV ličnost - Miroslav Galonja – rok novinar, producent, tekstopisac, rok muzičar i dramaturg - Zoran Hristić – kompozitor, bivši džez muzičar i muzički urednik - Ivan Ivačković – rok žurnalista i književnica - Jadranka Janković – rok žurnalista i kritičarka - Marko Janković – rok žurnalista, radio i TV voditelj - Petar Janjatović – rok žurnalista i kritičar - Nikola Karaklajić – šah majstor, rok žurnalista i radio voditelj - Slobodan Konjović – rok novinar, radio voditelj, bivši rok muzičar - Stevan Koprivica – književnik, dramaturg i profesor - Siniša Kovačević – dramaturg i profesor - Branka Kirilović – pozorišni kritičar, književnica i tekstopisac - Nenad Kuzmić – muzički kritičar i urednik - Sonja Lopatanov – balerina i koreografkinja - Petar Lazić – voditelj Indeksovog radio pozorišta - Mile Lojpur – muzičar - Branimir Lokner – rok žurnalista i kritičar - Petar Luković – rok kritičar, pisac - Ratka Marić – sociolog, pisac i rok novinar - Višnja Marjanović – urednica novina - Zoran Marjanović – kolekcionar ploča - Dubravka Marković – TV voditeljka i novinarka - Goranka Matić – istoričarka umetnosti i fotografkinja - Bogomir Mijatović – radio voditelj | - Borislav Mitrović – rok žurnalista, kritičar i radio voditelj - Kokan Mladenović – pozorišni režiser - Zoran Modli – disk džokej - Nikola Nešković – žurnalista i disk džokej - Tatjana Olujić – violinistkinja - Nebojša Pajkić – književnik i scenarista - Vojislav Pantić – profesor, radio voditelj i rok kritičar - Dejan Pataković – journalist, magazine editor - Gordan Paunović – journalist, musical editor, disc jockey - Vladan Paunović – žurnalista, prevodilac i kritičar - Predrag Perišić – scenarista i pisac - Ivica Petrović – žurnalista i rok kritičar - Mladen Petrović – TV urednik, dramski pisac i tekstopisac - Petar Popović Peca – rok kritičar, novinar, pisac i urednik novina - Miloš Radivojević – režiser - Jovan Ristić – režiser i pozorišni menadžer - Ljubiša Ristić – pozorišni reditelj i menadžer, političar - Ivan St. Rizinger – muzički kritičar i radio voditelj - Egon Savin – pozorišni reditelj - Zoran Simjanović – kompozitor, bivši rok muzičar - Lokica Stefanović – balerina i koreograf - Gorčin Stojanović – reditelj i muzički kritičar - Srđan Stojanović – žurnalista i urednik časopisa - Danilo Štrbac – književnik i jedan od autora knjige - Bogdan Tirnanić – žurnalista - Dragan Todorović – žurnalista, književnik i radio voditelj - Dinko Tucaković – reditelj, scenarista, kritičar i istoričar filma - Dušan Vesić – rok žurnalista - Jugoslav Vlahović – crtač, ilustrator, grafičar, bivši rok muzičar - Milan Vlajčić – književnik i filmski kritičar - Ivana Vujčić – pozorišni reditelj - Mihailo Vukobratović – reditelj - Ksenija Zečević – kompozitor i pijanista - Aleksandar Žikić – radio and magazine editor, playwright |

## Korice knjige
Naslovnica knjige inspirisana je omot albuma Sgt. Pepper's Lonely Hearts Club Band britanske rok grupe The Beatles. Na koricama se takođe nalaze pop i rok muzičari kao što su Josipa Lisac, Bebi Dol, Nele Karajlić, Oliver Mandić, Marina Perazić, Branimir Štulić, Slađana Milošević and Dado Topić, Đorđe Marjanović, Dušan Kojić, Arsen Dedić, Đorđe Balašević, Viktorija, Kornelije Kovač, Zoran Miščević, Goran Bregović, Žika and Dragi Jelić, Oliver Dragojević and Mišo Kovač, Zdravko Čolić (u uniformi JNA, snimljene tokom služenja vojnog roka), Bora Đorđević (u uniformi sličnoj onoj koju su nosili članovi grupe The Beatles na omotu za album Sgt. Pepper's Lonely Hearts Club Band) i Momčilo Bajagić.
Na koricama se takođe nalazi Beli anđeo, Sveti Sava, fudbaler Dragan Džajić, bodibilder Petar Čelik i njegova supruga Irena, glumac Zoran Radmilović, naučnik Nikola Tesla, režiser Emir Kusturica, košarkaš Vlade Divac, pevači Toma Zdravković i Šaban Bajramović, glumci Dragan Nikolić i Milena Dravić (iz vremena njihove emisije „Obraz uz obraz”) i bista predsednika SFRJ, Josipa Broza Tita.

## Reakcije
Branimir Štulić je u svojoj knjizi Smijurijada (2010) komentarisao knjigu :
| „ | Smešno je, ako uzmete ovih deset najboljih albuma jugoslovenskog roka (od njih sto) i primenite sistem ponderisanih bodova koji se koristi za takve liste (deset bodova za prvo mesto, devet za drugo, osam za treće), ispostavlja se da je Azra osvojila prvo mesto (kako bi trebalo, iako to nije bila namera ljudi koji su organizovali glasanje koje je, inače, bilo ograničeno na lokalnu beogradsku čahuru), što je nešto što nikome ne pada na pamet jer, naravno, na stvarnoj listi su Idoli na vrhu, zatim dolazi beogradski trio Šarlo Akrobata, Električni orgazam, Idoli], praćen ostatkom činova, dok je među sto albuma, najuspešniji Dugme, pa Čorba, pa ja (ne, nisam ogorčen). Dakle, još jedan dokaz da ni ja ni Tesla ne pripadamo toj kompaniji. | ” |

U intervjuu za Večernje novosti iz 2011. godine, frontmen Električnog orgazama Srđan Gojković Gile komentarisao je činjenicu da su albumi Električnog orgazama Distorzija i Kako bubanj kaže na 24, odnosno na 73. mestu :
| „ | Iskreno, ne znači mi puno jer se ne podudara sasvim sa mojim mišljenjem. Na primer, mislim da Kako bubanj kaže nije baš ispalo onako kako je trebalo. Iako na njemu ima dobrih pesama koje i dalje sviramo, verujem da je to jedan od dva najslabija albuma Orgazama. Mislim da Lišće prekriva Lisabon zaslužuje da se nađe na toj listi mnogo više. | ” |

Godine 2013. godine, za 15. godišnjicu knjige, veb-sajt Balkanrock.com intervjuisao je neke od muzičara čiji je rad sačinio listu. Zdenko Kolar (koji je svirao na Idolinim albumima Odbrana i Poslednji dani i VIS Idoli, koji su rangirani su na 1. odnosno 71 mestu, kao i na podeljenom albumu Paket aranžman, na drugom mestu izjavio je:
| „ | S jedne strane, bilo mi je drago - lepo je kad te se neko seti, kad čuješ da neko ceni tvoj rad; „Nije sve bilo uzalud”, kako kažu - a s druge strane, verujem da liste i slične „rang liste” ne odražavaju stvarnost. Svakako, ovo je skup velikog broja mišljenja relevantnih ljudi, ali da se radilo o još stotinu ljudi ili da je anketa bila organizovana nekoliko godina ranije, rezultat možda ne bi bio isti. [Činjenica da su Odbrana i Poslednji dani na prvom mestu, a Paket aranžman na drugom mestu] mi ne znači mnogo. To je bilo davno, a život ide dalje, donoseći nove stvari koje su aktuelnije i savremenije, a koje mi sa ovog stanovišta izgledaju važnije i čini mi se da su mi bile ispunjenije. [...] Zanimljivo je da je rangiranje [Idoli] albuma na ovoj listi obrnuto proporcionalno broju primeraka koje su prodali. Zaista ne bih mogao da vam kažem da li je lista poštena, ili nedostaje neki album, ili su neki od onih koji su napravili listu precenjeni / potcenjeni. Uostalom, stvar je samo u ukusu i u pitanju ukusa... | ” |

U istom onlajn delu Vedad Hadžiabdić, gitarista Teške industrije (čiji je album Teška Industrija rangiran na 95. mestu), izjavio je :
| „ | Po mom mišljenju, lista uključuje sve ono što je bilo važno na jugoslovenskoj rok sceni. [...] Sa ove tačke gledišta, mislim da je Teška Industrija mogla biti rangirana malo bolje. U svakom slučaju, drago mi je što smo među 100 najvažnijih. | ” |

Dalje, u istom izdanju, Nikola Čuturilo (čiji je solo album 9 lakih komada rangiran na 99. mestu i koji je svirao na albumima Riblja Čorba Istina i Osmi nervni slom, rangirani na 43, odnosno 83), izjavio je:
| „ | Nikada nisam pridavao toliko veliku važnost ovim vrstama spiskova, jer je na kraju to samo skup pojedinačnih stavova. Naravno, kad sam to rekao, još pre 15 godina, kada su mi rekli da su napravili listu, bio sam pomalo iznenađen i nije mi bilo drago. Moje razmišljanje je slično i danas, neke stvari su definitivno nepravedno izostavljene, a uvršteno je i mnogo precenjenih albuma. Pored toga, možete samo da pogledate listu i pogledate svaki album pojedinačno nekoliko trenutaka i zapitate se „koliko je ovih pesama uspešno podnelo test vremena”, „koliko ih je i danas živo”. Odgovor objašnjava mnogo toga ... Moj solo album je sjajan, što se mene tiče [...] Album Istina sadrži Pogledaj dom svoj, anđele i rangiran je na 43. poziciji ... To me je nasmejalo ... | ” |